# Lesie
Lesie – przysiółek wsi Kopice w Polsce położony w województwie opolskim, w powiecie brzeskim, w gminie Grodków.
Miejscowość wchodzi w skład sołectwa Kopice.
W latach 1975–1998 miejscowość administracyjnie należała do starego woj. opolskiego.